# 興善院町
興善院町（こうぜんいんちょう）は、奈良県奈良市に位置している地区である。郵便番号は〒630-8103。

## 地理
北に旧奈良監獄、般若寺町、東、西に川上町、南に東之阪町がある。町内には浄福寺がある。

## 小・中学校の学区
奈良市立鼓阪小学校、奈良市立若草中学校の学区となっている。